# Adolf Engler
 (septembre 2017).
Si vous disposez d'ouvrages ou d'articles de référence ou si vous connaissez des sites web de qualité traitant du thème abordé ici, merci de compléter l'article en donnant les références utiles à sa vérifiabilité et en les liant à la section « Notes et références ».
Pour les articles homonymes, voir Engler.
Heinrich Gustav Adolf Engler est un botaniste allemand, né le 25 mars 1844 à Sagan en royaume de Prusse et mort le 10 octobre 1930 à Berlin. Il se spécialise dans la biogéographie botanique et son œuvre eut une influence considérable sur la taxinomie végétale.

## Biographie
Il étudie au lycée Sainte-Marie-Madeleine de Breslau jusqu'à l'obtention de son baccalauréat en 1863. Pendant ses études à Munich, il devient membre de la Münchener Burschenschaft Arminia-Rhenania (de) en 1866. Il obtient son doctorat à l'université de Breslau (aujourd'hui Wrocław en Pologne) en 1866. Après avoir enseigné quelques années, il devient conservateur de collections de botanique de l’Institut de botanique de Munich en 1871. Il enseigne à Kiel (1878) la botanique taxinomique puis à Breslau (1884) où il succède à Johann Heinrich Robert Göppert (1800-1884). Engler est élu à l'Académie allemande des sciences Leopoldina en 1878. Il est professeur de botanique à l'université de Berlin et directeur du jardin botanique de 1889 à 1921. Il participe à de nombreuses expéditions scientifiques notamment en Afrique.
Il fonde en 1881 la revue scientifique Botanische Jahrbücher qu'il dirige jusqu'à sa mort. Il fait contribuer Ernst Friedrich Gilg à deux séries d'ouvrages (l'édition du Syllabus de 1921, et sur le Die natürlichen Pflanzenfamilien).
Il est l'auteur de nombreux travaux sur la géographie des végétaux, notamment d'Afrique. Il met en évidence l'importance de la géologie sur la répartition des plantes. Il est l'un des premiers à combiner la phylogénie et la biogéographie. Il est également l'auteur d'importants travaux sur les Araceae, les Burseraceae et le genre Saxifraga. Il reçoit la médaille linnéenne en 1913.
Le système de classification classique développé par Engler et Prantl, appelé classification d'Engler, fut utilisé jusque dans les années 1970. Une publication nommée Englera  (ISSN 0170-4818), éditée par le Jardin botanique de Berlin, lui est dédiée. Plusieurs genres, Englerastrum, Englerella, Engleria (en), Englerina (en), Englerocharis (en), Englerodaphne (en), Englerodendron, Englerophytum, et espèces, Aedesia engleriana, perpétuent sa mémoire.
Il est l'auteur de la théorie pseudanthe qui confère une origine polyphylétique gymnospermienne aux Angiospermes (plantes à fleur). Mais sa théorie fut éclipsée par une théorie concurrente, la  théorie euanthe de l'Américain Charles Bessey) à cause de la capitulation de l'Allemagne à la fin de la Première Guerre mondiale, jusqu'à ce que les découvertes ultérieures la remettent en valeur et la confirment.

## Publications
Voir ses publications disponibles sur biodiversitylibrary.org.
- [1879-1882] (de) Versuch einer Entwicklungsgeschichte der Pflanzenwelt insbesondere der Florengebiete, seit der Tertiäperiode (2 volumes) (OCLC 5963818).
- [1892] (de) Syllabus der Vorlesungen über spezielle und medizinisch-pharmaceutische Botanik, 1892 (lire en ligne [sur biodiversitylibrary.org]).
- Monographien afrikanischer Pflanzen-Familien und -Gattungen, 8 tomes :
  - [Engler 1898] (de) Monographien…, t. 1 : Moraceae (excl. Ficus), 18 pl. + 50 p. (lire en ligne [sur biodiversitylibrary.org]).
  - [Gilg 1898] (de) Ernst Friedrich Gilg (Adolf Engler dir.), Monographien…, t. 2 : Melastomaceae, 10 pl. + 52 p. (lire en ligne).
  - [Engler & Diels 1899] (de) Adolf Engler et Ludwig Diels, Monographien…, t. 3 : Combretaceae - Combretum, 30 pl. + 116 p. (lire en ligne).
  - [Engler & Diels 1899] (de) Adolf Engler et Ludwig Diels, Monographien…, t. 4 : Combretaceae excl. Combretum, 15 pl. + 44 p. (lire en ligne).
  - [Schumann 1900] (de) Karl Moritz Schumann (Adolf Engler dir.), Monographien…, t. 5 : Sterculiaceae Africanae, 16 pl. + 140 p. (lire en ligne).
  - [Engler & Diels 1901] (de) Adolf Engler et Ludwig Diels, Monographien…, t. 6 : Anonaceae, 30 pl. + 96 p. (lire en ligne).
  - [Gilg 1903] (de) Ernst Friedrich Gilg (Adolf Engler dir.), Monographien…, t. 7 : Strophantus, 10 pl. + 48 p. (lire en ligne).
  - [Engler 1904] (de) Monographien…, t. 8 : Sapotaceae, 34 pl. + 88 p. (lire en ligne).
- 1895. Die Pflanzenwelt Ost-Afrikas und der Nachbargebiete (Engler dir. et auteur), Berlin, D. Reimer, 2 vol. :
  - vol. 1,theil A et B :
    - [Engler] chap. theil A « Grundzüge der Planzenverbreitung in Deutsch-Ost-Afrika und den Nachbargebieten », dans Die Pflanzenwelt Ost-Afrikas und der Nachbargebiete (lire en ligne), p. 1-154 + 8 photos.
    - theil B : Die Nutzpflanzen Ost-Afrikas, en 15 chapitres par différents auteurs :
      - [Warburg] (de) Otto Warburg, chap. I « Palmen », dans Die Pflanzenwelt Ost-Afrikas, t. theil B : Die Nutzpflanzen Ost-Afrikas (lire en ligne), p. 2-27.
      - [Schumann] (de) Karl Schumann, chap. II « Gräser », dans Die Pflanzenwelt Ost-Afrikas, t. theil B : Die Nutzpflanzen Ost-Afrikas (lire en ligne), p. 30-87.
      - [Warburg] (de) Otto Warburg, chap. III « Bananen », dans Die Pflanzenwelt Ost-Afrikas, t. theil B : Die Nutzpflanzen Ost-Afrikas (lire en ligne), p. 90-101.
      - [Taubert] (de) Paul Taubert, chap. IV « Hülsenfrüchte », dans Die Pflanzenwelt Ost-Afrikas, t. theil B : Die Nutzpflanzen Ost-Afrikas (lire en ligne), p. 104-125.
      - [Dammer] (de) Udo Dammer (en), chap. V « Gemüsepflanzen », dans Die Pflanzenwelt Ost-Afrikas, t. theil B : Die Nutzpflanzen Ost-Afrikas (lire en ligne), p. 128-159.
      - [Hennings] (de) Paul Hennings, chap. VI « Essbare Pilze », dans Die Pflanzenwelt Ost-Afrikas, t. theil B : Die Nutzpflanzen Ost-Afrikas (lire en ligne), p. 162-164.
      - [Warburg] (de) Otto Warburg, chap. VII « Essbaren Früchte (exkl. Hülsenfrüchte) », dans Die Pflanzenwelt Ost-Afrikas, t. theil B : Die Nutzpflanzen Ost-Afrikas (lire en ligne), p. 166-241.
      - [Warburg] (de) Otto Warburg, chap. VIII « Genussmittel », dans Die Pflanzenwelt Ost-Afrikas, t. theil B : Die Nutzpflanzen Ost-Afrikas (lire en ligne), p. 244-282.
      - [Gilg] (de) Ernst Gilg, chap. IX « Nützhölzer », dans Die Pflanzenwelt Ost-Afrikas, t. theil B : Die Nutzpflanzen Ost-Afrikas (lire en ligne), p. 284-358.
      - [Gürke] (de) Max Gürke, chap. X « Fazerpflanzen », dans Die Pflanzenwelt Ost-Afrikas, t. theil B : Die Nutzpflanzen Ost-Afrikas (lire en ligne), p. 360-395.
      - [Dammer] (de) Udo Dammer (en), chap. XI « Farbstoffe und Gerbstoffe liefernden », dans Die Pflanzenwelt Ost-Afrikas, t. theil B : Die Nutzpflanzen Ost-Afrikas (lire en ligne), p. 398-408.
      - [Gilg] (de) Ernst Gilg, chap. XII « Harze und Kopale liefernden », dans Die Pflanzenwelt Ost-Afrikas, t. theil B : Die Nutzpflanzen Ost-Afrikas (lire en ligne), p. 410-419.
      - [Taubert] (de) Paul Taubert, chap. XIII « Gummi liefernden », dans Die Pflanzenwelt Ost-Afrikas, t. theil B : Die Nutzpflanzen Ost-Afrikas (lire en ligne), p. 422-429.
      - [Schumann] (de) Karl Schumann, chap. XIV « Kautschukpflanzen », dans Die Pflanzenwelt Ost-Afrikas, t. theil B : Die Nutzpflanzen Ost-Afrikas (lire en ligne), p. 432-463.
      - [Harms] (de) Hermann Harms, chap. XV « Oel- und Fettpflanzen », dans Die Pflanzenwelt Ost-Afrikas, t. theil B : Die Nutzpflanzen Ost-Afrikas (lire en ligne), p. 466-495.
      - [Pax] (de) Ferdinand Pax, chap. XVI « Medicinalpflanzen », dans Die Pflanzenwelt Ost-Afrikas, t. theil B : Die Nutzpflanzen Ost-Afrikas (lire en ligne), p. 498-520.
      - [Pax] (de) Gustav Lindau, chap. XVII « Zierpflanzen », dans Die Pflanzenwelt Ost-Afrikas, t. theil B : Die Nutzpflanzen Ost-Afrikas (lire en ligne), p. 522-535.

  - vol. 2, theil C : Verzeichniss des bis jetzt aus Ost-Afrika bekannt gewordenen Pflanzen, 433 p. + 45 pl. + Register des Pflanzennamen

Il écrit de nombreux articles sur la géographie et la taxinomie végétale, collabore avec Karl Anton Eugen Prantl (1849-1893) sur les premiers volumes de Die natürlichen Pflanzenfamilien (32 volumes, 1887–1909) et édite les premiers volumes de Das Pflanzenreich (es). Il est le responsable ainsi que le coauteur aux côtés d'Oscar Drude (1852-1933), de Die Vegetation der Erde (15 volumes, 1896).